# 파라볼라 GNU/리눅스-리브레
파라볼라 GNU/리눅스-리브레(Parabola GNU/Linux-libre)는 i686, X86-64, ARMv7 아키텍처용 운영 체제이다. 아치 리눅스와 아치 리눅스 ARM의 패키지들 다수에 기반을 두지만 오직 자유 소프트웨어만을 제공함으로써 전자와 차이를 둔다. 수많은 리눅스 배포판과 리눅스 리브레 커널(제네릭 리눅스 커널 대신)에 있는 GNU 운영 체제 구성 요소를 포함하고 있다. 파라볼라는 자유 소프트웨어 재단에 의해 완전히 자유인 운영 체제로 나열되고 있다.

## 같이 보기
- GNU/리눅스 이름 논란
- GNU 변종